# Сідничне декольте

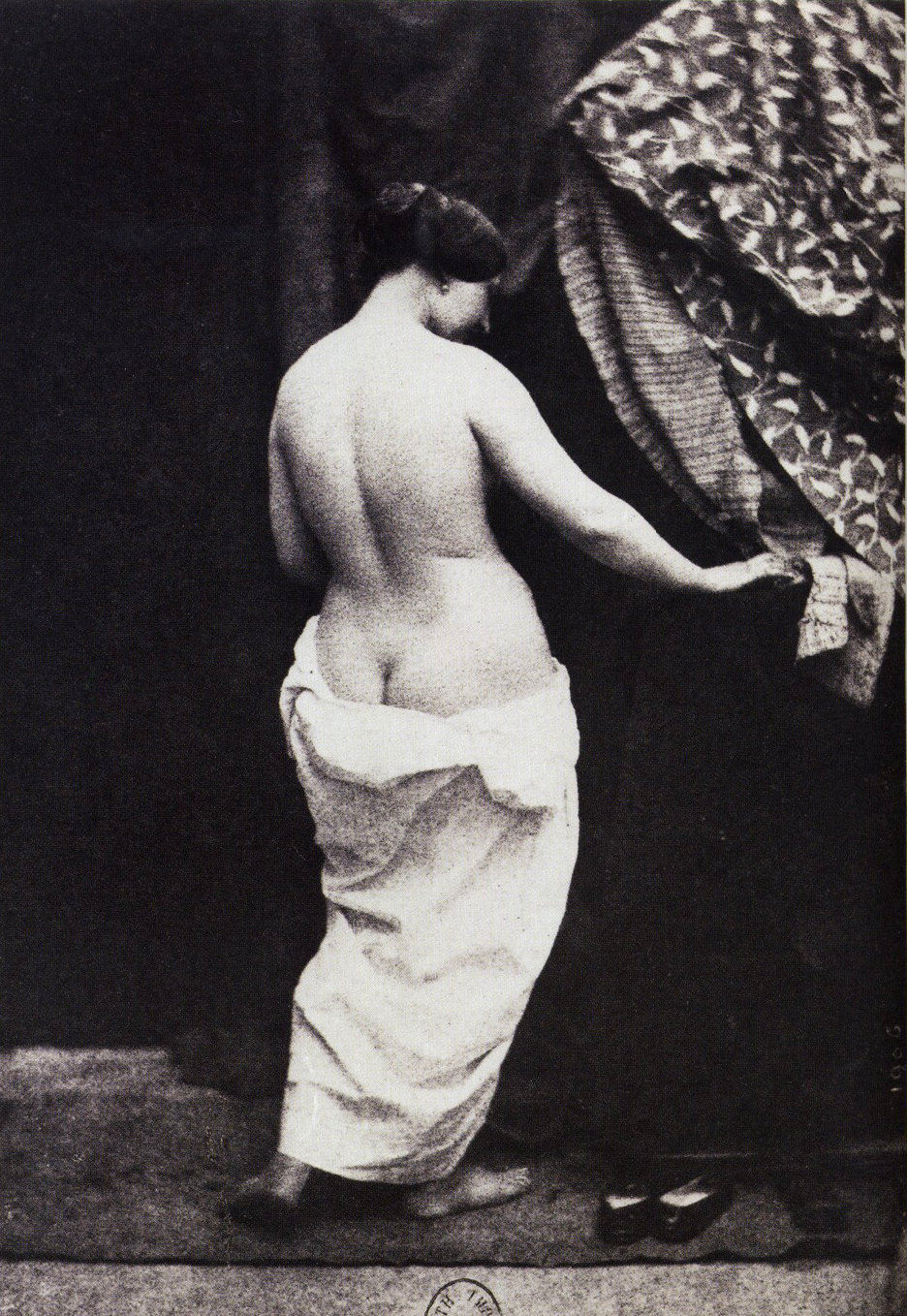
Фотографія Жульєна Валлу де Вільньова (1854)

Сідничний декольте — незначне оголення сідниць і міжсідничної щілини між ними, часто через штани з низькою посадкою. Крена — це офіційний термін для щілини між сідницями.

## Історія
Зіткнувшись із проблемами непристойності ще в 1930-х роках, В. Г. Кессіді пояснив у есе під назвою «Інтимні частини тіла: судовий погляд», що оголення сідничного декольте може підпадати під «інші інтимні органи» в австралійському законодавстві, хоча непристойність зазвичай передбачає оголення область статевих органів.
На початку 2000-х у молодих жінок і чоловіків стало модно оголювати сідниці таким чином, часто в поєднанні з джинсами з низькою посадкою. The Cincinnati Enquirer назвав це «новим декольте» і висловив думку, що «практично неможливо знайти джинси, які б прикрили вашу тазостегнову кістку». В серпні У 2001 році газета The Sun відсвяткувала «тиждень декольте для сідниць», стверджуючи, що «сідниці — це нові цицьки». У відповідь на цю тенденцію «Суботнього вечора в прямому ефірі» в епізоді від 16 квітня 2006 року показали пародійну рекламу продукту під назвою «Крем для монет Neutrogena», у якій знялася ведуча Ліндсей Лохан.
Джеффріс (2005) назвав британського дизайнера Олександра Макквіна творцем джинсів із відкритим декольте, відомих як «бамстер»; так само, патент США 2002 року 6473908 реєструє дизайн брюк зі знімною частиною, що сприяє появі сідничного декольте. У середині 2000-х Good Morning America повідомляв про зростання популярності сідничного декольте серед знаменитостей. В інтерв'ю, проведеному в пізн У 2002 році поп-співачка Авріл Лавін сказала: «Мій показ сідниць — як моя торгова марка».
У 2010-х роках медіа повідомили про зростання популярності серед жінок ультракоротких міні-спідниць і шортів, які публічно демонстрували «андербун» (тобто нижню частину сідниць, яку також називають нижньою частиною сідниць або «зворотним декольте сідниць»), завдяки схваленні таких знаменитостей, як Леді Гага. Папараці також сфотографували татуювання Джесіки Альби з бантом, розташоване прямо над її сідницею.

## Лексикон
Терміни «сантехнічний приклад» або «тріщина водопровідника» (канадська, австралійська та американська англійська мова) та «зад будівельника» (британська англійська мова) стосуються оголення сідничного декольте, особливо у випадках необережного нахилу. Вперше вислів «будівельник» було зафіксовано в 1988 році. Терміни базуються на поширеному думці, що робота в цих професіях часто передбачає нахиляння в місцях, де спостерігачі дивляться ззаду.
У Нідерландах термін bouwvakkersdecolleté і в Німеччині Maurerdekolleté, а в Польщі dekolt hydraulika використовується, що можна перекласти як «декольте будівельника/муляра/сантехніка». У Франції його зазвичай називають le sourire du plombier, що перекладається як «усмішка сантехніка».